# 25370 Karenfletch
25370 Karenfletch è un asteroide della fascia principale. Scoperto nel 1999, presenta un'orbita caratterizzata da un semiasse maggiore pari a 2,6618565 UA e da un'eccentricità di 0,1038139, inclinata di 8,95699° rispetto all'eclittica.